# David Schriner
Temple de la renommée : 1962
David Schriner, dit Sweeney Schriner, (né le 30 novembre 1911 à Saratov en Russie - mort le 4 juillet 1990) est un joueur professionnel de hockey sur glace.

## Carrière en club
Ses parents déménagent alors qu'il a un an au Canada pour rejoindre la ville de Calgary de l'Alberta. Fan du joueur de baseball, Bill Sweeney, il est vite surnommé Lil Sweeney puis Sweeney tout court. Dès 1925, il pratique le hockey en club et en 1930 et 1931, il joue avec les Canadians de Calgary la Coupe Memorial. Les saisons suivantes, il joue pour les Broncos de Calgary et participe au tournoi de la Coupe Allan en 1932 et 1933.
Il fait ses débuts professionnels en 1933 en jouant dans la Ligue internationale de hockey pour les Stars de Syracuse. Il fait ses débuts la saison suivante dans la Ligue nationale de hockey avec les Americans de New York. Cette année-là, il reçoit le titre de recrue de la saison et pour sa seconde saison, il s'offre le luxe d'être le meilleur pointeur de la ligue avec 45 réalisations. Il fait de même pour sa troisième saison. En 1936, il prend la suite de Red Dutton et devient le capitaine de l'équipe, poste qu'il occupe jusqu'en 1938-1939. Charlie Conacher lui succède alors.
En 1939, la situation financière des Americans n'est pas des meilleures et ils sont obligés de l'échanger aux Maple Leafs de Toronto en retour de plusieurs autres joueurs. Cet échange va permettre à Schriner de remporter sa première Coupe Stanley en 1942. Lors du septième et dernier match contre les Red Wings de Détroit, il inscrit deux des trois buts de son équipe. Pour sa dernière saison en 1944-1945 dans la LNH, il remporte sa seconde Coupe Stanley.
En 1962, il devient membre du temple de la renommée du hockey. Il meurt le 4 juillet 1990.

### Trophées et honneurs personnels
- Ligue nationale de hockey
  - Meilleur pointeur de la saison - 1936 et 1937
  - Coupe Stanley - 1942 et 1945

## Statistiques
Pour les significations des abréviations, voir Statistiques du hockey sur glace.
| Saison     | Équipe                 | Ligue      |     | Saison régulière | Saison régulière | Saison régulière | Saison régulière | Saison régulière |    | Séries éliminatoires | Séries éliminatoires | Séries éliminatoires | Séries éliminatoires | Séries éliminatoires |
| Saison     | Équipe                 | Ligue      | PJ  | B                | A                | Pts              | Pun              | PJ               | B  | A                    | Pts                  | Pun                  |                      |                      |
| 1933-1934  | Stars de Syracuse      | LIH        | 44  | 17               | 11               | 28               | 28               |                  |    |                      |                      |                      |                      |                      |
| 1934-1935  | Americans de New York  | LNH        | 48  | 18               | 22               | 40               | 6                |                  |    |                      |                      |                      |                      |                      |
| 1935-1936  | Americans de New York  | LNH        | 48  | 19               | 26               | 45               | 8                | 5                | 3  | 1                    | 4                    | 2                    |                      |                      |
| 1936-1937  | Americans de New York  | LNH        | 48  | 21               | 25               | 46               | 17               |                  |    |                      |                      |                      |                      |                      |
| 1937-1938  | Americans de New York  | LNH        | 48  | 21               | 17               | 38               | 22               | 6                | 1  | 0                    | 1                    | 0                    |                      |                      |
| 1938-1939  | Americans de New York  | LNH        | 48  | 13               | 31               | 44               | 20               | 2                | 0  | 0                    | 0                    | 30                   |                      |                      |
| 1939-1940  | Maple Leafs de Toronto | LNH        | 39  | 11               | 15               | 26               | 10               | 9                | 1  | 3                    | 4                    | 4                    |                      |                      |
| 1940-1941  | Maple Leafs de Toronto | LNH        | 48  | 24               | 14               | 38               | 6                | 7                | 2  | 1                    | 3                    | 4                    |                      |                      |
| 1941-1942  | Maple Leafs de Toronto | LNH        | 47  | 20               | 16               | 36               | 21               | 13               | 6  | 3                    | 9                    | 10                   |                      |                      |
| 1942-1943  | Maple Leafs de Toronto | LNH        | 37  | 19               | 17               | 36               | 13               | 4                | 2  | 2                    | 4                    | 0                    |                      |                      |
| 1944-1945  | Maple Leafs de Toronto | LNH        | 26  | 22               | 15               | 37               | 10               | 13               | 3  | 1                    | 4                    | 4                    |                      |                      |
| 1945-1946  | Maple Leafs de Toronto | LNH        | 47  | 13               | 6                | 19               | 15               |                  |    |                      |                      |                      |                      |                      |
| 1947-1948  | Capitals de Regina     | WCSHL      |     |                  |                  |                  |                  |                  |    |                      |                      |                      |                      |                      |
| 1948-1949  | Capitals de Regina     | WCSHL      | 36  | 26               | 27               | 53               | 30               |                  |    |                      |                      |                      |                      |                      |
| Totaux LNH | Totaux LNH             | Totaux LNH | 484 | 201              | 204              | 405              | 148              | 59               | 18 | 11                   | 29                   | 54                   |                      |                      |